# اشتباكات عفر-المنطقة الصومالية
اشتباكات ولاية عفر والمنطقة الصومالية هي نزاعات إقليمية بين منطقتي ولاية عفر والمنطقة الصومالية في إثيوبيا. بحسب كرايسز جروب فقد قتل العشرات من الطرفين منذ بدء النزاعات بين المجموعتين. [4] في أكتوبر 2020 قُتل 27 شخصًا. في 2 أبريل 2021 قُتل 100 من رعاة الماشية بالرصاص.
في عام 2014 أعادت الحكومة الفيدرالية برئاسة الجبهة الديمقراطية الثورية الشعبية الإثيوبية ترسيم الحدود بين المنطقتين. ونتيجة لذلك فقدت المنطقة الصومالية ثلاث قرى لصالح ولاية عفار. ومنذ ذلك الحين يحاولون إعادة القرى إلى سيطرتهم.